# Kalvarija, Gorica
Kalvarija ali Podgora (italijansko monte Calvario ali monte Podgora) je grič nad Gorico z nadmorsko višino 241 m.
Z griča se razprostira pogled na Sočo in Goriško polje, jasno pa se vidijo tudi Brda, Skalnica, Škabrijel in Debela griža proti jugu. Na vrhu in območju, znanem kot »Trije križi«, stojijo spomeniki soški bitki.